# ДВСШ-16
ДВСШ-16 —  универсальное самоходное шасси, разновидность колёсного трактора. 

## Описание
ДВСШ-16 является модернизацией разработанного ранее самоходного шасси ДСШ-14, от которого отличается новым, более мощным двигателем. На ДВСШ-16 установлен двухцилиндровый дизель воздушного охлаждения мощностью 16 л.с.  Запуск двигателя осуществляется при помощи электростартера. 
Компоновка ДВСШ-16 стандартная для самоходных шасси — двигатель расположен позади водительского сидения, рама вынесена вперед и предназначена для различных навесных агрегатов. Такая конструкция обеспечивает удобный обзор в процессе работы в сельском хозяйстве. Рабочее место тракториста открытое, кабина или навес отсутствуют. Для понижения скоростей движения используется ходоуменьшитель.
ДВСШ-16 выпускался Харьковским заводом тракторных самоходных шасси с 1956 по 1961 год. Общее число изготовленных самоходных шасси ДСШ-14 и ДВСШ-16 составляет 23 100 штук.

## Технические характеристики
| Характеристики ДВСШ-16     | Значение |
| -------------------------- | -------- |
| Мощность двигателя, л.с.   | 16       |
| Эксплуатационная масса, кг | 1470     |
| Число передач вперед/назад | 6 / 1    |
| Диапазон скоростей, км/ч   | 1,3-17,2 |

## Оценка
Проект ДВСШ-16 оказался успешным и послужил прототипом к появлению Т-16  и его модификаций — одному из распространённых в СССР колёсных тракторов тягового класса 0,6.